# 67 Piscium
67 Piscium (k Piscium) é uma estrela na direção da Pisces. Possui uma ascensão reta de 00h 55m 58.52s e uma declinação de +27° 12′ 33.7″. Sua magnitude aparente é igual a 6.08. Considerando sua distância de 273 anos-luz em relação à Terra, sua magnitude absoluta é igual a 1.47. Pertence à classe espectral A5IV.